# Guys and Dolls
Pour les articles homonymes, voir Guys and Dolls (homonymie).
Pour le film musical, voir Blanches colombes et vilains messieurs (film, 1955).
Guys and Dolls  est une comédie musicale américaine créée à Broadway en 1950.

## Argument
À New York (Broadway), des amateurs de jeux de hasard sont confrontés à une Mission locale de l'Armée du salut. Sky Masterson accepte le pari proposé par Nathan Detroit : séduire la première jeune femme qu'il lui montrera et l'emmener dîner à La Havane (Cuba). Nathan ayant désigné Sarah Brown, une sœur de la Mission, Sky entreprend de la séduire en prétendant aider la Mission qui connaît des difficultés. Mais l'amour va déjouer les plans de Nathan (qui cherche à monter un établissement de jeux) et de Sky ; le premier a pour « amie de longue date » la chanteuse de night-club Miss Adelaide qui voudrait l'épouser enfin ; le second ne sera pas insensible aux charmes de Sarah, et réciproquement...

## Fiche technique
- Titre original : Guys and Dolls
- Livret : Abe Burrows et Jo Swerling, d'après la nouvelle The Idyll of Miss Sarah Brown publiée en 1933 par Damon Runyon
- Lyrics et musique : Frank Loesser
  - Direction musicale : Irving Actman
  - Arrangements musicaux : George Bassman et Ted Royal
  - Arrangements vocaux : Herbert Greene
- Mise en scène : George S. Kaufman
- Chorégraphie : Michael Kidd
- Décors et lumières : Jo Mielziner
- Costumes : Alvin Colt
- Production : Cy Feuer et Ernest H. Martin (Feuer & Martin)
- Pays d'origine :  États-Unis
- Langue originale : anglais
- Date de première représentation : 24 novembre 1950 (46th Street Theatre, Broadway)
- Date de dernière représentation : 28 novembre 1953
- Nombre de représentations consécutives : 1 200

## Numéros musicaux (Songs)
| Acte I - Runyonland (ensemble) - Fugue for Tinhorns (Nicely, Benny, Rusty) - Follow the Fold (Sarah, Arvide, Calvin, Agatha, Prscilla) - The Oldest Established (Nathan, Nicely, Benny, ensemble) - I'll Know (Sarah, Sky) - A Bushel and a Peck (Adelaide, ensemble féminin) - Adelaide's Lament (Adelaide) - Guys and Dolls (Nicely, Benny) - Havana (danseurs, ensemble) - If I Were a Bell (Sarah) - My Time of Day (Sky) - I've Never Been in Love Before (Sky, Sarah) | Acte II - Take Back Your Mink (Adelaide, ensemble féminin) - Adelaide's Lament (reprise : Adelaide) - More I Cannot Wish You (Arvide) - The Crap Game Dance (Crapshooter's Ballet) (ensemble) - Luck Be a Lady (Sky, ensemble masculin) - Sue Me (Adelaide, Nathan) - Sit Down, You're Rockin' the Boat (Nicely, ensemble) - Follow the Fold (reprise : ensemble) - Marry the Man Today (Adelaide, Sarah) - Guys and Dolls - Finale (reprise : ensemble) |

## Reprises (sélection)
- À Broadway :
  - 1955 : City Center, avec Walter Matthau (Nathan), 16 représentations ;
  - 1965 : City Center, avec Jerry Orbach (Sky), Jake LaMotta (Grand Jules), 15 représentations ;
  - 1976-1977 : Broadway Theatre, avec Robert Guillaume (Nathan), 239 représentations ;
  - 1992-1995 : Martin Beck Theatre, mise en scène de Jerry Zaks, avec Peter Gallagher (Sky), Nathan Lane (Nathan), John Carpenter (Arvide), 1 143 représentations ;
  - 2009 : Nederlander Theatre, avec Craig Bierko (Sky), Lauren Graham (Adelaide), Oliver Platt (Nathan), 28 avant-premières, 65 représentations au 26 avril 2009 (première le 1er mars 2009).
- À Londres (Royaume-Uni) :
  - 1953 : Coliseum Theatre, 555 représentations ;
  - 1982 : Royal National Theatre, mise en scène de Richard Eyre, avec Ian Charleson (Sky), Julia McKenzie (Adelaide), Bob Hoskins (Nathan) ;
  - 2005-2007 : Piccadilly Theatre, avec Ewan McGregor (Sky), Jane Krakowski (Adelaide), Patrick Swayze (Nathan, en 2006), Don Johnson (Nathan, en 2007).
- À Paris : 
  - mars-juin 2019 : théâtre Marigny, mise en scène et chorégraphie de Stephen Mear, décors et costumes de Peter McKintosh, avec Ria Jones (Adelaide), Clare Halse (Sarah), Matthew Goodgame (Sky), Christopher Howell (Nathan)

## Récompenses
- Tony Awards 1951 :
  - Meilleure comédie musicale
  - Meilleur acteur dans une comédie musicale pour Robert Alda
  - Meilleur second rôle féminin dans une comédie musicale pour Isabel Bigley
  - Meilleure chorégraphie pour Michael Kidd
  - Meilleure mise en scène pour une comédie musicale pour George S. Kaufman
- Theatre World Awards 1951  (récompensant le meilleur espoir du théâtre) pour Isabel Bigley

- Grammy Hall of Fame Award en 1998 pour l'enregistrement de l’œuvre avec la distribution originale sur disque Decca en 1950[1].
- Inscription au registre national des enregistrements (National Recording Registry) de la bibliothèque du Congrès à Washington de ce même enregistrement en 2004[2].

## Adaptation au cinéma
- 1955 : Blanches colombes et vilains messieurs (Guys and Dolls) de Joseph L. Mankiewicz, avec Marlon Brando (Sky), Jean Simmons (Sarah), Frank Sinatra (Nathan), Vivian Blaine (Miss Adelaide)